# Дискография Pendulum
Pendulum — австралийский drum and bass коллектив из города Перт (штат Западная Австралия). Они выпустили 3 студийных альбома, 1 концертный альбом, 1 сборник, 22 сингла и 11 клипов.
Группа была сформирована в 2002 году Робом Свайром, Гареттом МакГрилленом и Полом Хардингом. Их первый сингл «Spiral» вышел в июле 2003 года и не получил широкой огласки. Несколько позже выходит композиция «Vault», которая и делает группу известной на весь мир. Вскоре коллектив переезжает в Великобританию, где к ней присоединяется гитарист Перри Гвинедд, барабанщик Пол Кодиш и Бэн Маунт.
Первый альбом под названием «Hold Your Colour» коллектив выпускает в июле 2005 года. С альбома вышло 5 синглов, а на композицию «Slam» был снят видеоклип. Первый ремикс Pendulum на песню «Voodoo People» группы The Prodigy, вышедший 3 октября 2005 года, стал самым успешным синглом коллектива на протяжении почти трех лет. 18 июля 2007 года в связи с очень большой популярностью «Hold Your Colour», группа выпускает ре-релиз этого альбома с новыми синглами «Blood Sugar».
Следующий альбом «In Silico» выходит в мае 2008 года и сразу приобретает коммерческий успех. Альбом стал дважды платиновым в Великобритании. С него выходят 4 сингла «Granite», «Propane Nightmares», «The Other Side», «Showdown». На все синглы были отсняты видеоклипы.
Третий альбом под названием «Immersion» увидел свет 24 мая 2010 года. За первую неделю релиза он достиг 1-й строчки в Великобритании, что говорит о несомненном успехе группы. Сингл с альбома под названием «Watercolour» достиг 4 места в UK Singles Chart, что является самым большим достижением группы по сей день.

## Альбомы

### Студийные альбомы
| Год                                                      | Детали                                                                                                   | Лучшая позиция в чартах | Лучшая позиция в чартах | Лучшая позиция в чартах | Лучшая позиция в чартах | Лучшая позиция в чартах | Лучшая позиция в чартах | Лучшая позиция в чартах | Сертификаты                     |
| Год                                                      | Детали                                                                                                   | UK                      | AUS                     | AUT                     | NZ                      | IRL                     | NLD                     | SWE                     | Сертификаты                     |
| -------------------------------------------------------- | --- | ----------------------- | ----------------------- | ----------------------- | ----------------------- | ----------------------- | ----------------------- | ----------------------- | ------------------------------- |
| 2005                                                     | Hold Your Colour - Релиз: 25 июля 2005 - Лейблы: Breakbeat Kaos (BBK002) - Форматы: 12" LP, CD, Загрузка | 29                      | —                       | —                       | —                       | —                       | —                       | —                       | - AUS: золотой                  |
| 2008                                                     | In Silico - Релиз: 12 мая 2008 - Лейблы: Warner Music, Atlantic (US) - Форматы: 12" EP, CD, Загрузка     | 2                       | 9                       | —                       | 21                      | —                       | —                       | —                       | - UK: платиновый                |
| 2010                                                     | Immersion - Релиз: 24 мая 2010 - Лейблы: Warner Music, Ear Storm - Форматы: 12" LP, CD, Загрузка         | 1                       | 3                       | 20                      | 3                       | 15                      | 67                      | 43                      | - AUS: золотой - UK: платиновый |
| «—» означает, что релизы не были выпущены в этой стране. | |                         |                         |                         |                         |                         |                         |                         |                                 |

### Концертные альбомы
| Год  | Детали | Лучшая позиция в чартах | Лучшая позиция в чартах | Оценки                                      |
| Год  | Детали | UK .                    | NZ                      | Оценки                                      |
| ---- | --- | ----------------------- | ----------------------- | ------------------------------------------- |
| 2009 | Pendulum: Live at Brixton Academy - Релиз: 12 Июнь 2009 - Лейбл: Warner Music - Форматы: CD, DVD, Загрузка | 45                      | 32                      | - Записан в Brixton Academy в декабре 2008. |

### Сборники
| Год  | Детали | Comments                                                  |
| ---- | --- | --------------------------------------------------------- |
| 2004 | Jungle Sound: The Bassline Strikes Back! - Релиз: 4 октября 2004 - Переиздан: 27 февраля 2006 как Jungle Sound: Gold. - Лейбл: Breakbeat Kaos (BBK001) - Форматы: 12" LP, CD, Загрузка | - Сборник drum'n'bass композиций. Выпущен Breakbeat Kaos. |

## Синглы
| Год                                                     | Песня                                  | Высшие места в чартах | Высшие места в чартах | Высшие места в чартах | Высшие места в чартах | Высшие места в чартах | Высшие места в чартах | Высшие места в чартах | Альбом            |
| Год                                                     | Песня                                  | UK                    | AUS                   | Triple J 100          | CAN                   | FIN                   | NZ                    | US Alt.               | Альбом            |
| ------------------------------------------------------- | -------------------------------------- | --------------------- | --------------------- | --------------------- | --------------------- | --------------------- | --------------------- | --------------------- | ----------------- |
| 2003                                                    | «Spiral»                               | —                     | —                     | —                     | —                     | —                     | —                     | —                     | Сингл вне альбома |
| 2004                                                    | «Another Planet / Voyager»             | 46                    | —                     | —                     | —                     | —                     | —                     | —                     | Hold Your Colour  |
| 2004                                                    | «Back 2 You / Still Grey»              | —                     | —                     | —                     | —                     | —                     | —                     | —                     | Hold Your Colour  |
| 2005                                                    | «Tarantula / Fasten Your Seatbelt»     | 60                    | —                     | 88                    | —                     | —                     | —                     | —                     | Hold Your Colour  |
| 2005                                                    | «Slam / Out Here»                      | 34                    | —                     | —                     | —                     | —                     | —                     | —                     | Hold Your Colour  |
| 2006                                                    | «Hold Your Colour (Bipolar Vocal Mix)» | —                     | —                     | —                     | —                     | —                     | —                     | —                     | Hold Your Colour  |
| 2007                                                    | «Blood Sugar»                          | 62                    | —                     | —                     | —                     | —                     | —                     | —                     | Hold Your Colour  |
| 2007                                                    | «Granite»                              | 29                    | —                     | —                     | —                     | —                     | —                     | —                     | In Silico         |
| 2008                                                    | «Propane Nightmares»                   | 9                     | —                     | 92                    | —                     | —                     | —                     | 38                    | In Silico         |
| 2008                                                    | «The Other Side»                       | 54                    | —                     | —                     | —                     | —                     | —                     | —                     | In Silico         |
| 2009                                                    | «Showdown»                             | —                     | —                     | —                     | —                     | —                     | —                     | —                     | In Silico         |
| 2010                                                    | «Watercolour»                          | 4                     | 37                    | 69                    | 62                    | 23                    | 37                    | —                     | Immersion         |
| 2010                                                    | «Witchcraft»                           | 29                    | 56                    | 48                    | —                     | —                     | —                     | —                     | Immersion         |
| 2010                                                    | «The Island»                           | 41                    | —                     | —                     | —                     | —                     | —                     | —                     | Immersion         |
| 2011                                                    | «Crush»                                | 92                    | —                     | —                     | —                     | —                     | —                     | —                     | Immersion         |
| 2011                                                    | «Ransom»                               | 193                   | —                     | —                     | —                     | —                     | —                     | —                     | Сингл вне альбома |
| «—» означает что релизы не были выпущены в этой стране. |                                        |                       |                       |                       |                       |                       |                       |                       |                   |

### Синглы как ремиксы
| Год                                                     | Трек             | Оригинальный исполнитель | Лучшая позиция | Лучшая позиция | Лучшая позиция | Лучшая позиция | Лучшая позиция | Альбом                           |
| Год                                                     | Трек             | Оригинальный исполнитель | UK             | AUS            | IRL            | NOR            | SWE            | Альбом                           |
| ------------------------------------------------------- | ---------------- | ------------------------ | -------------- | -------------- | -------------- | -------------- | -------------- | -------------------------------- |
| 2005                                                    | «Voodoo People»  | The Prodigy              | 20             | —              | 27             | 20             | 93             | Their Law: The Singles 1990-2005 |
| 2010                                                    | «ABC News Theme» | Tony Ansell & Peter Wall | —              | 38             | —              | —              | —              | Не альбомный сингл               |
| «—» означает что релизы не были выпущены в этой стране. |                  |                          |                |                |                |                |                |                                  |

### Синглы с другими исполнителями
| 2005                                                    | «Guns at Dawn» (Baron ft. Pendulum)               | 71 | Не альбомный сингл      |
| 2006                                                    | «Painkiller» (Freestylers ft. Pendulum & SirReal) | —  | Adventures in Freestyle |
| 2007                                                    | «Security» (Freestylers ft. Pendulum)             | —  | Adventures in Freestyle |
| «—» означает что релизы не были выпущены в этой стране. |                                                   |    |                         |

### Промосинглы
| Год  | Название            | Детали                                                         | Альбом             |
| ---- | ------------------- | -------------------------------------------------------------- | ------------------ |
| 2006 | Hardware Limited 03 | A. «Mind’s Eye» (Pendulum & Bulletproof) AA. «Trail of Sevens» | Не альбомный сингл |
| 2008 | «The Tempest»       | - Раздавались на 3 MiniCD только в рекламных целях.            | In Silico          |
| 2010 | «Immunize»          | - Раздавались на 3 MiniCD только в рекламных целях.            | Immersion          |

## Клипы
| Год  | Название                         | Режиссёр                      |
| ---- | -------------------------------- | ----------------------------- |
| 2005 | «Slam»                           | Adam Brown                    |
| 2005 | «Voodoo People» (Pendulum remix) | Ron Scalpello                 |
| 2006 | «Painkiller»                     | Josh Bagnall                  |
| 2007 | «Granite»                        | Simon Wincer                  |
| 2008 | «Propane Nightmares»             | Tim Qualtrough                |
| 2008 | «The Other Side»                 | Rob Chandler                  |
| 2008 | «Showdown»                       | Nick Bartleet                 |
| 2010 | «Salt in the Wounds»             | A former Russian army general |
| 2010 | «Watercolour»                    | The Found Collective          |
| 2010 | «Witchcraft»                     | The Found Collective          |
| 2010 | «The Island, Pt. I (Dawn)»       | The Found Collective          |
| 2011 | «Crush»                          | Tim Qualtrough                |

## Остальные треки
Данные композиции не вошли ни в один сингл или альбом, выпущенный Pendulum.

### Появились в качестве гостя
| Год  | Трек             | Исполнитель          | Релиз                     |
| ---- | ---------------- | -------------------- | ------------------------- |
| 2006 | «Babylon Rising» | Fresh & Singing Fats | Escape from Planet Monday |

### Треки, вышедшие в различных сборниках
| Год  | Трек                             | Релиз                                    |
| ---- | -------------------------------- | ---------------------------------------- |
| 2003 | «Vault»                          | Kingz of the Rollers EP Volume 3         |
| 2004 | «Toxic Shock»                    | The Sideshow EP: Chapter 1               |
| 2004 | «Kingston Vampires» (with Fresh) | Jungle Sound: The Bassline Strikes Back! |
| 2004 | «Masochist»                      | Jungle Sound: The Bassline Strikes Back! |
| 2005 | «Another Planet» (VIP mix)       | Bass Invaderz                            |
| 2006 | «Masochist» (VIP mix)            | Jungle Sound: Gold                       |
| 2008 | «Violet Hill» (Coldplay cover)   | Radio 1's Live Lounge – Volume 3         |

### Ремиксы
| Year | Song                                        | Original artist(s) | Release                      |
| ---- | ------------------------------------------- | ------------------ | ---------------------------- |
| 2004 | «Tonite»                                    | Concord Dawn       | Solid Ground Live — Volume 1 |
| 2004 | «Submarines»                                | Fresh              | «Submarines» single          |
| 2004 | «Pack of Wolves»                            | Nightbreed         | «Pack of Wolves» single      |
| 2004 | «Bacteria»                                  | Ed Rush & Optical  | FabricLive.18                |
| 2005 | «Just a Ride» (Adam F & Pendulum music mix) | Jem                | «Just a Ride» single         |
| 2010 | «Stay Too Long»                             | Plan B             | «Stay Too Long» single       |

### Живые записи
| Год  | Трек                                                    | Появились                 |
| ---- | ------------------------------------------------------- | ------------------------- |
| 2004 | «Follower»                                              | DJ sets                   |
| 2005 | «Slam» (VIP mix)                                        | Andy C's Essential Mix    |
| 2005 | «The Program» (ft. $pyda)                               | Pendulum’s Essential Mix  |
| 2005 | «Vault» (VIP mix)                                       | Pendulum’s Essential Mix  |
| 2005 | «Fasten Your Seatbelt» (1992 edit)                      | Pendulum’s Essential Mix  |
| 2005 | «Slam» (Before the Tantrum mix)                         | Pendulum’s Essential Mix  |
| 2005 | «No One Knows»                                          | Free download             |
| 2006 | «Distress Signal»                                       | DJ sets                   |
| 2007 | «Voodoo People» (Pendulum VIP remix)                    | DJ sets                   |
| 2008 | «Immigrant Song» (Pendulum remix of Led Zeppelin)       | Annie Mac's Mash Up       |
| 2008 | «The Other Side» (Rob’s 5 a.m. dub-be-good-step mashup) | Annie Mac's Mash Up       |
| 2008 | «Showdown» (VIP mix)                                    | Annie Mac's Mash Up       |
| 2008 | «Master of Puppets» (Metallica cover)                   | Annie Mac's Mash Up       |
| 2009 | «Star Wipe»                                             | Live at Brixton Academy   |
| 2009 | «Countdown»                                             | Live at Brixton Academy   |
| 2009 | «Take Us»                                               | Live at Brixton Academy   |
| 2009 | «I’m Not Alone» (Calvin Harris cover)                   | Glastonbury 2009          |
| 2010 | «The Catalyst» (Linkin Park cover)                      | Live Lounge               |
| 2010 | «Different» (dubstep mix)                               | Immersion Arena Tour      |
| 2011 | «Different» (electro mix)                               | Free download             |
| 2011 | «Salt in the Wounds» (VIP mix)                          | Mix Up on Triple J        |
| 2011 | «The Eve of the War» (Pendulum remix)                   | Glastonbury Festival 2011 |